# Tour de Romandie 2016
70. edycja wyścigu kolarskiego Tour de Romandie odbywała się w dniach 26 kwietnia-1 maja 2016 roku. Liczyła sześć etapów, o łącznym dystansie 705,06 km. Wyścig zaliczany był do rankingu światowego UCI World Tour 2016.

## Uczestnicy
Na starcie wyścigu stanęło 20 ekip. Wśród nich znalazło się wszystkie osiemnaście ekip UCI World Tour oraz dwie zaproszone przez organizatorów. 
Lista drużyn uczestniczących w wyścigu:
| Numery | Kod | Drużyna            |
| ------ | --- | ------------------ |
| 1-8    | KAT | Team Katusha       |
| 11-18  | TNK | Tinkoff            |
| 21-28  | SKY | Team Sky           |
| 31-38  | BMC | BMC Racing Team    |
| 41-48  | EQS | Etixx-Quick Step   |
| 51-58  | MOV | Movistar Team      |
| 61-68  | OGE | Orica GreenEDGE    |
| 71-78  | FDJ | FDJ                |
| 81-88  | TFS | Trek-Segafredo     |
| 91-98  | TLJ | Team LottoNL-Jumbo |

| Numery  | Kod | Drużyna                |
| ------- | --- | ---------------------- |
| 101-108 | LTS | Lotto Soudal           |
| 111-118 | LAM | Lampre-Merida          |
| 121-128 | CPT | Cannondale Pro Cycling |
| 131-138 | IAM | IAM Cycling            |
| 141-148 | ALM | Ag2r-La Mondiale       |
| 151-158 | AST | Pro Team Astana        |
| 161-168 | DDD | Team Dimension Data    |
| 171-178 | GIA | Team Giant-Alpecin     |
| 181-188 | ROT | Team Roth              |
| 191-198 | WGG | Wanty-Groupe Gobert    |

## Etapy
| Etap   | Data        | Start - Meta               | km    | Typ    | Zwycięzca etapu    | Lider          |
| ------ | ----------- | -------------------------- | ----- | ------ | ------------------ | -------------- |
| Prolog | 26 kwietnia | La Chaux-de-Fonds          | 3,95  | ITT    | Jon Izagirre       | Jon Izagirre   |
| 1.     | 27 kwietnia | La Chaux-de-Fonds - Moudon | 109   | Płaski | Marcel Kittel      | Jon Izagirre   |
| 2.     | 28 kwietnia | Moudon - Morgins           | 173,9 | Górski | Nairo Quintana     | Nairo Quintana |
| 3.     | 29 kwietnia | Sion                       | 15,11 | ITT    | Thibaut Pinot      | Nairo Quintana |
| 4.     | 30 kwietnia | Conthey - Villars          | 172,7 | Górski | Christopher Froome | Nairo Quintana |
| 5.     | 1 maja      | Ollon - Genewa             | 172   | Płaski | Michael Albasini   | Nairo Quintana |

### Prolog - 26.04: La Chaux-de-Fonds, 3,95 km
| #  | Zawodnik           | Zespół | Czas   |
| -- | ------------------ | ------ | ------ |
| 1  | Jon Izagirre       | MOV    | 5' 33" |
| 2  | Tom Dumoulin       | GIA    | + 6"   |
| 3  | Michał Kwiatkowski | SKY    | + 7"   |
|    |                    |        |        |
| 65 | Rafał Majka        | TNK    | + 27"  |
| 77 | Łukasz Wiśniowski  | EQS    | + 30"  |
| 83 | Paweł Poljański    | TNK    | + 31"  |
| 95 | Tomasz Marczyński  | LTS    | + 36"  |

| #  | Zawodnik           | Zespół | Czas   |
| -- | ------------------ | ------ | ------ |
| 1  | Jon Izagirre       | MOV    | 5' 33" |
| 2  | Tom Dumoulin       | GIA    | + 6"   |
| 3  | Michał Kwiatkowski | SKY    | + 7"   |
|    |                    |        |        |
| 65 | Rafał Majka        | TNK    | + 27"  |
| 77 | Łukasz Wiśniowski  | EQS    | + 30"  |
| 83 | Paweł Poljański    | TNK    | + 31"  |
| 95 | Tomasz Marczyński  | LTS    | + 36"  |

### Etap 1 - 27.04: La Chaux-de-Fonds - Moudon, 109 km
| #   | Zawodnik           | Zespół | Czas       |
| --- | ------------------ | ------ | ---------- |
| 1   | Marcel Kittel      | EQS    | 2h 27' 46" |
| 2   | Niccolò Bonifazio  | TFS    | + 0"       |
| 3   | Michael Albasini   | OGE    | + 0"       |
|     |                    |        |            |
| 14  | Łukasz Wiśniowski  | EQS    | + 0"       |
| 41  | Rafał Majka        | TNK    | + 0"       |
| 84  | Paweł Poljański    | TNK    | + 0"       |
| 104 | Tomasz Marczyński  | LTS    | + 0"       |
| 145 | Michał Kwiatkowski | SKY    | + 4' 54"   |

| #   | Zawodnik           | Zespół | Czas       |
| --- | ------------------ | ------ | ---------- |
| 1   | Jon Izagirre       | MOV    | 2h 33' 19" |
| 2   | Tom Dumoulin       | GIA    | + 6"       |
| 3   | Thomas Geraint     | SKY    | + 7"       |
|     |                    |        |            |
| 61  | Rafał Majka        | TNK    | + 27"      |
| 70  | Łukasz Wiśniowski  | EQS    | + 30"      |
| 72  | Paweł Poljański    | TNK    | + 31"      |
| 84  | Tomasz Marczyński  | LTS    | + 36"      |
| 115 | Michał Kwiatkowski | SKY    | + 5' 01"   |

### Etap 2 - 28.04: Moudon - Morgins, 173,9 km
| #   | Zawodnik           | Zespół | Czas       |
| --- | ------------------ | ------ | ---------- |
| 1   | Nairo Quintana     | MOV    | 4h 28' 40" |
| 2   | Ilnur Zakarin      | KAT    | + 0"       |
| 3   | Rui Costa          | LAM    | + 26"      |
|     |                    |        |            |
| 7   | Rafał Majka        | TNK    | + 26"      |
| 30  | Paweł Poljański    | TNK    | + 2' 08"   |
| 87  | Tomasz Marczyński  | LTS    | + 15' 52"  |
| 132 | Łukasz Wiśniowski  | EQS    | + 20' 35"  |
| 133 | Michał Kwiatkowski | SKY    | + 20' 35"  |

| #   | Zawodnik           | Zespół | Czas       |
| --- | ------------------ | ------ | ---------- |
| 1   | Nairo Quintana     | MOV    | 7h 02' 05" |
| 2   | Ilnur Zakarin      | KAT    | + 18"      |
| 3   | Jon Izagirre       | MOV    | + 20"      |
|     |                    |        |            |
| 12  | Rafał Majka        | TNK    | + 47"      |
| 29  | Paweł Poljański    | TNK    | + 2' 33"   |
| 83  | Tomasz Marczyński  | LTS    | + 16' 22"  |
| 105 | Łukasz Wiśniowski  | EQS    | + 20' 59"  |
| 121 | Michał Kwiatkowski | SKY    | + 25' 30"  |

### Etap 3 - 29.04: Sion, 15,11 km
| #   | Zawodnik           | Zespół | Czas     |
| --- | ------------------ | ------ | -------- |
| 1   | Thibaut Pinot      | FDJ    | 20' 21"  |
| 2   | Tom Dumoulin       | GIA    | + 2"     |
| 3   | Bob Jungels        | EQS    | + 8"     |
|     |                    |        |          |
| 23  | Rafał Majka        | TNK    | + 45"    |
| 65  | Paweł Poljański    | TNK    | + 1' 29" |
| 80  | Łukasz Wiśniowski  | EQS    | + 1' 39" |
| 81  | Tomasz Marczyński  | LTS    | + 1' 39" |
| 116 | Michał Kwiatkowski | SKY    | + 2' 25" |

| #   | Zawodnik           | Zespół | Czas       |
| --- | ------------------ | ------ | ---------- |
| 1   | Nairo Quintana     | MOV    | 7h 22' 35" |
| 2   | Thibaut Pinot      | FDJ    | + 23"      |
| 3   | Ilnur Zakarin      | KAT    | + 26"      |
|     |                    |        |            |
| 10  | Rafał Majka        | TNK    | + 1' 23"   |
| 30  | Paweł Poljański    | TNK    | + 3' 35"   |
| 82  | Tomasz Marczyński  | LTS    | + 17' 52"  |
| 102 | Łukasz Wiśniowski  | EQS    | + 22' 29"  |
| 125 | Michał Kwiatkowski | SKY    | + 27' 46"  |

### Etap 4 - 30.04: Conthey - Villars, 172,7 km
| #   | Zawodnik           | Zespół | Czas       |
| --- | ------------------ | ------ | ---------- |
| 1   | Chris Froome       | SKY    | 4h 44' 24" |
| 2   | Jon Izagirre       | MOV    | + 4"       |
| 3   | Thibaut Pinot      | FDJ    | + 4"       |
|     |                    |        |            |
| 19  | Rafał Majka        | TNK    | + 1' 49"   |
| 22  | Paweł Poljański    | TNK    | + 2' 10"   |
| 74  | Tomasz Marczyński  | LTS    | + 20' 40"  |
| 117 | Łukasz Wiśniowski  | EQS    | + 27' 58"  |
| DNS | Michał Kwiatkowski | SKY    | -          |

| #   | Zawodnik          | Zespół | Czas        |
| --- | ----------------- | ------ | ----------- |
| 1   | Nairo Quintana    | MOV    | 12h 07' 03" |
| 2   | Thibaut Pinot     | FDJ    | + 19"       |
| 3   | Jon Izagirre      | MOV    | + 23"       |
|     |                   |        |             |
| 15  | Rafał Majka       | TNK    | + 3' 08"    |
| 22  | Paweł Poljański   | TNK    | + 5' 59"    |
| 77  | Tomasz Marczyński | LTS    | + 38' 28"   |
| 102 | Łukasz Wiśniowski | EQS    | + 50' 23"   |

### Etap 5 - 1.05: Ollon - Genewa, 172 km
| #   | Zawodnik          | Zespół | Czas      |
| --- | ----------------- | ------ | --------- |
| 1   | Michael Albasini  | OGE    |           |
| 2   | Andrey Amador     | MOV    | + 0"      |
| 3   | Wilco Kelderman   | TLJ    | + 0"      |
|     |                   |        |           |
| 36  | Paweł Poljański   | TNK    | + 0"      |
| 72  | Tomasz Marczyński | LTS    | + 0"      |
| 117 | Łukasz Wiśniowski | EQS    | + 11' 49" |
| DNS | Rafał Majka       | TNK    | -         |

| #   | Zawodnik          | Zespół | Czas         |
| --- | ----------------- | ------ | ------------ |
| 1   | Nairo Quintana    | MOV    | 16h 20' 20"  |
| 2   | Thibaut Pinot     | FDJ    | + 19"        |
| 3   | Jon Izagirre      | MOV    | + 23"        |
|     |                   |        |              |
| 20  | Paweł Poljański   | TNK    | + 5' 59"     |
| 66  | Tomasz Marczyński | LTS    | + 38' 28"    |
| 116 | Łukasz Wiśniowski | EQS    | + 1h 02' 12" |

## Liderzy klasyfikacji po etapach
| Etap                 | Zwycięzca            | Klasyfikacja generalna | Klasyfikacja punktowa | Klasyfikacja górska | Klasyfikacja młodzieżowa | Klasyfikacja drużynowa |
| -------------------- | -------------------- | ---------------------- | --------------------- | ------------------- | ------------------------ | ---------------------- |
| Prolog               | Jon Izagirre         | Jon Izagirre           | Jon Izagirre          | Louis Vervaeke      | Louis Vervaeke           | Movistar Team          |
| 1                    | Marcel Kittel        | Jon Izagirre           | Marcel Kittel         | Sander Armée        | Louis Vervaeke           | Movistar Team          |
| 2                    | Nairo Quintana       | Nairo Quintana         | Marcel Kittel         | Nairo Quintana      | Davide Formolo           | Cannondale Pro Cycling |
| 3                    | Thibaut Pinot        | Nairo Quintana         | Jon Izagirre          | Nairo Quintana      | Damien Howson            | Movistar Team          |
| 4                    | Chris Froome         | Nairo Quintana         | Jon Izagirre          | Nairo Quintana      | Pierre-Roger Latour      | Movistar Team          |
| 5                    | Michael Albasini     | Nairo Quintana         | Michael Albasini      | Sander Armée        | Pierre-Roger Latour      | Movistar Team          |
| Klasyfikacja końcowa | Klasyfikacja końcowa | Nairo Quintana         | Michael Albasini      | Sander Armée        | Pierre-Roger Latour      | Movistar Team          |

## Klasyfikacje końcowe

### Klasyfikacja generalna
|     | Zawodnik           | Zespół           | Czas         |
| --- | ------------------ | ---------------- | ------------ |
| 1   | Nairo Quintana     | Movistar Team    | 16h 20' 20"  |
| 2   | Thibaut Pinot      | FDJ.fr           | + 19"        |
| 3   | Jon Izagirre       | Movistar Team    | + 23"        |
| 4   | Ilnur Zakarin      | Team Katusha     | + 26"        |
| 5   | Tom Dumoulin       | Pro Team Astana  | + 57"        |
| 6   | Rui Costa          | Lampre-Merida    | + 1' 12"     |
| 7   | Simon Špilak       | Team Katusha     | + 1' 16"     |
| 8   | Mathias Frank      | IAM Cycling      | + 1' 16"     |
| 9   | Bauke Mollema      | Trek-Segafredo   | + 1' 24"     |
| 10  | Tejay van Garderen | BMC Racing Team  | + 1' 27"     |
|     |                    |                  |              |
| 20  | Paweł Poljański    | Tinkoff          | + 5' 59"     |
| 66  | Tomasz Marczyński  | Lotto Soudal     | + 38' 28"    |
| 116 | Łukasz Wiśniowski  | Etixx-Quick Step | + 1h 02' 12" |

|   | Zawodnik           | Zespół          | Punkty |
| - | ------------------ | --------------- | ------ |
| 1 | Sander Armee       | Lotto Soudal    | 42     |
| 2 | Nairo Quintana     | Movistar Team   | 34     |
| 3 | Chris Froome       | Team Sky        | 28     |
| 4 | Paweł Koczetkow    | Team Katusha    | 24     |
| 5 | Tejay van Garderen | BMC Racing Team | 22     |

|    | Zawodnik          | Zespół           | Punkty |
| -- | ----------------- | ---------------- | ------ |
| 1  | Michael Albasini  | Orica GreenEDGE  | 91     |
| 2  | Jon Izagirre      | Movistar Team    | 81     |
| 3  | Thibaut Pinot     | FDJ.fr           | 75     |
| 4  | Ilnur Zakarin     | Team Katusha     | 67     |
| 5  | Nairo Quintana    | Movistar Team    | 62     |
|    |                   |                  |        |
| 42 | Paweł Poljański   | Tinkoff          | 6      |
| 50 | Łukasz Wiśniowski | Etixx-Quick Step | 3      |

|   | Zawodnik            | Zespół           | Czas        |
| - | ------------------- | ---------------- | ----------- |
| 1 | Pierre-Roger Latour | Ag2r-La Mondiale | 16h 22' 44" |
| 2 | Damien Howson       | Orica GreenEDGE  | + 1' 57"    |
| 3 | Merhawi Kudus       | Dimension Data   | + 2' 49"    |
| 4 | Carlos Verona       | Etixx-Quick Step | + 3' 01"    |
| 5 | Jan Polanc          | Lampre-Merida    | + 6' 42"    |

|   | Zespół                      | Czas        |
| - | --------------------------- | ----------- |
| 1 | Movistar Team               | 49h 06′ 36″ |
| 2 | Team Katusha                | + 1' 24"    |
| 3 | Cannondale Pro Cycling Team | + 10' 49"   |
| 4 | FDJ.fr                      | + 13' 26"   |
| 5 | BMC Racing Team             | + 13' 51"   |